# Brandon Wilson (Fußballspieler)
Brandon James Wilson (* 28. Januar 1997 in Gaborone, Botswana) ist ein australisch-botswanischer Fußballspieler.

## Karriere

### Verein
Brandon Wilson erlernte das Fußballspielen in der australischen Mannschaft der Perth RedStar FC und des FC Burnley in England. Bei letzterem stand er auch bis 2016 unter Vertrag. Von Ende März 2016 bis Ende Mai 2016 wurde er an den englischen Verein Stockport County nach Stockport ausgeliehen. Mit dem Verein spielte er siebenmal in der sechsten Liga. Im Juli 2016 ging er nach Australien. Hier schloss er sich Perth Glory an. Der Verein aus Perth spielte in der ersten australischen Liga. Für Perth bestritt er 45 Erstligaspiele. Von Januar 2020 bis Oktober 2020 spielte er für den ebenfalls in der ersten Liga spielenden Wellington Phoenix. Hier kam er viermal in der ersten Mannschaft und zweimal in der zweiten Mannschaft zum Einsatz. Am 19. Oktober 2020 kehrte er bis Ende Juli 2021 zu Perth Glory zurück. Ende Juli 2021 ging er nach Europa, wo er sich in Finnland dem Seinäjoen JK bis Ende Februar 2022 anschloss. Für den Verein aus Seinäjoki spielte er 13-mal in der ersten Liga, der Veikkausliiga. Newcastle United Jets, ein australischer Erstligist, nahm ihn Ende Februar 2022 bis Juli 2022 unter Vertrag. Für die Jets bestritt er elf Erstligaspiele. Im August 2022 ging er nach Thailand. Hier unterschrieb er einen Vertrag beim Erstligaaufsteiger Lampang FC. Nach einer Saison Erstklassigkeit musste er mit dem Verein aus Lampang am Ende der Saison als Tabellenletzter wieder den Weg in die zweite Liga antreten. Nach dem Abstieg verließ er Lampang. Für den Verein bestritt er elf Erstligaspiele. Im Juni 2023 ging er nach Vietnam. Hier schloss er sich in Đà Nẵng dem Erstligisten SHB Đà Nẵng an. Breits im Oktober 2023 wechselte er in die Hauptstadt zum Hà Nội FC. Nach zehn Ligaspielen wechselte Wilson im Juli 2024 nach Indonesien. Hier schloss er sich dem Erstligisten Bali United an.

### Nationalmannschaft
Wilson absolvierte im September 2015 ein Spiel für die australische U-20-Auswahl gegen Laos (2:0) in der Qualifikation zur Asienmeisterschaft. Im Januar 2018 absolvierte Wilson unter anderem noch zwei Partien für die australische U-23-Nationalmannschaft bei der Asienmeisterschaft in China, scheiterte dort aber schon in der Gruppenphase des Turniers.